# Нова црква Св. пророка Илије у насељу Дворане
Нова црква Св. пророка Илије у насељу Дворане, насељеном месту на територији града Крушевца, припада Епархији крушевачкој Српске православне цркве. 